# Kartinikus colonus
Kartinikus colonus är en mångfotingart som beskrevs av Carl Graf Attems 1914. Kartinikus colonus ingår i släktet Kartinikus och familjen Spirostreptidae. Utöver nominatformen finns också underarten K. c. denticulatus.